# Ptrukša
Ptrukša (maďarsky Szirénfalva, do roku 1907 Ptruksa) je obec na Slovensku v okrese Michalovce. 

## Dějiny
Ptrukša se dostává do povědomí koncem 13. století. Na základě historických zápisů bylo údajně 6 rodin, které se usadily jako první na břehu řeky Latorica. Jejich vůdcem byl Buksa. Jádro současné vesnice tvořil tzv. Matyivég.
Na základě historických údajů má tato malá vesnice, která se rozprostírala v těchto časech směrem na severovýchod od dolního toku řeky Latorica, bulharský původ. Toto potvrzuje i původní název obce, který mohl vzniknout z jmen Buksa - Pruxa.
V letech 1081–1095 bylo území mezi řekami Tisa – Uh – Latorica osidlováno Bulhary, kteří opustili území Moesie (Horní Srbsko). Tyto přistěhovalce vyhubili Mongolové v letech 1241–1242.
V roce 1910 dostala vesnice nový název Szirénfalva podle jména malé mělké říčky, která se jí okrajově dotýkala.

## Kultura a zajímavosti

### Památky
- Římskokatolický kostel Proměnění Páně, jednolodní klasicistní stavba s půlkruhovým ukončením presbytáře a věží tvořící součást jejího hmoty, z 19. století. Fasády kostela jsou členěny lizénami, věž vyrůstá ze štítového průčelí, ukončena je jehlancovou helmicí s nárožními věžičkami.

- Reformovaný kostel, jednolodní klasicistní stavba s polygonálním závěrem a představěnou věží, z 19. století. Kostel má hladké fasády s půlkruhově ukončenými okny. Věž je členěna lizénovými rámy, má nárožní zaoblení, ukončena je jehlancovou helmicí s vročením 1968.

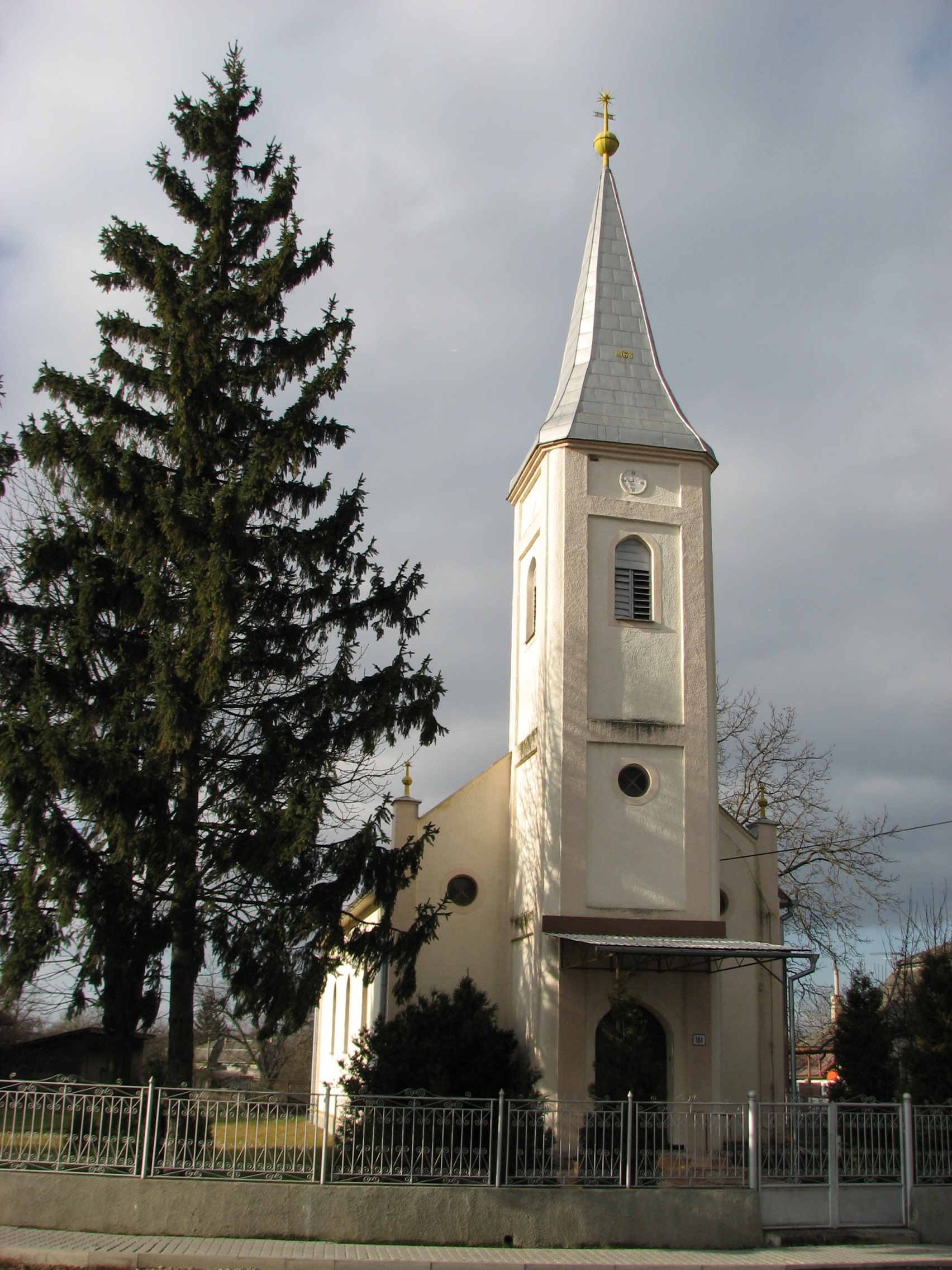
Reformovaný kostel

### Příroda
- Na území obce je chráněné ptačí území Medzibodrožie.[3]